# Berg im Gau
Berg im Gau es un municipio situado en el distrito de Neuburg-Schrobenhausen, en el estado federado de Baviera (Alemania), con una población a finales de 2016 de unos 1,286 habitantes.
Se encuentra ubicado en el centro del estado, en la región de Alta Baviera, al norte de la ciudad de Múnich —la capital del estado— y cerca de la orilla del Danubio.